# 1937年12月2日日食
1937年12月2日日食是一次日環食，發生於1937年12月2日（東半球為12月3日）。新月當天（即朔日），地球上觀測到月球和太阳的角距離極小，此時月球如果恰好在月球交點附近，穿過太阳和地球之間，與地球、太阳接近一直線，則會出現日食。月球穿過太阳和地球之間，但距地球較遠，本影未能接觸地表，而使偽本影覆蓋的區域內看到月球的角直徑小於太陽，就形成日環食，同時在偽本影兩側數千公里的半影範圍內形成日偏食。此次日環食經過了日本的託管地南洋群島和英国殖民地吉爾伯特及埃利斯群島的部分島嶼，日偏食則覆蓋了太平洋中北部及其兩岸部分地區。此次日環食是1628年12月25日以來最長的日環食，這一紀錄會在1955年12月14日打破。

## 日食概況

### 出現區域
西北太平洋北硫磺島西北約220公里的海域在12月3日日出時最先看到日環食。此後月球偽本影向東偏南經過了遠離日本本土的離島小笠原群島和馬紹爾群島的部分島嶼，跨過國際日期變更線，在金曼礁西南約650公里處達到最大食分。此後偽本影逐漸轉向東北移動，覆蓋了萊恩群島的部分島嶼後又經過很長的洋面，在12月2日日落時分結束於太平洋東部克拉里翁島以北約390公里處。其中，萊恩群島獨立後所屬的基里巴斯在1995年將當地的时区從UTC-10改為UTC+14，若按現在時間計算，則陸地上看到的日環食均在12月3日。
此次偽本影經過的陸地全都是島嶼，依次包括：
- 大日本帝国：
  - 東京府（今東京都）小笠原村：火山列島全體三島、父島列島中南部、母島列島；
  - 南洋群島（國際聯盟託管地）：今馬紹爾群島的朗格里克環礁東北部、比卡爾環礁、塔卡環礁、烏蒂里克環礁、艾盧克環礁、梅吉特島；
- 吉尔伯特和埃利斯群岛（今基里巴斯部分）：泰拉伊納島、塔布阿埃蘭環礁。[3][4]

除了上述狹窄的環食帶內能看到日環食之外，月球半影覆蓋範圍內都能看到日偏食，包括中國東北地區最東端、朝鲜半岛東部和南部、日本、马来群岛東半部、密克羅尼西亞島群、美拉尼西亞島群、玻里尼西亞島群除南部外的大部、阿拉斯加領地（今美国阿拉斯加州）中南部、加拿大西南部、美国西部、墨西哥中西部。其中國際日期變更線兩側大約各有一半，該線以東的部分在12月2日看到日食，以西部分在12月3日看到日食。

### 基本參數
由於地球位於近日點附近，月球位於远地点附近，本次日環食的環食帶較寬，持續時間長，食分小（日月視直徑差異大，表現為太阳被遮掩後看到的「環」較粗）。在環食帶的中心點（與持續時間最大的地點稍有些距離），偽本影在地面覆蓋了344.4公里，日環食持續了12分0.4秒。這是1628年12月25日以來持續時間最長的日環食，但在一個沙羅周期之後的1955年12月14日就會有持續更長的日環食發生。
- 類型：日環食
- 食甚中心處（位於金曼礁西南約650公里的太平洋）資料：
  - 時間：1937年12月2日23:05:21.2
  - 地點：4°1.6′N 167°49.5′W / 4.0267°N 167.8250°W
  - 食分：0.9184（環食帶內最大）
  - 日環食持續時間：12分0.4秒

## 相關的日食

### 1935-1938年的日食
月球交替位於相對的月球交點時，以半個交點年（食年），即約177天又4小時間隔出現下列日食。
註：1935年2月3日和1935年7月30日的日偏食屬於上一組交點年系列。
| 升交點   | 升交點                    |          | 降交點                   | 降交點 |
| 沙羅周期 | 地圖                      | 沙羅周期 | 地圖                     |        |
| 111      | 1935年1月5日 偏食（南）   | 116      | 1935年6月30日 偏食（北） |        |
| 121      | 1935年12月25日 環食       | 126      | 1936年6月19日 全食       |        |
| 131      | 1936年12月13日 環食       | 136      | 1937年6月8日 全食        |        |
| 141      | 1937年12月2日 環食        | 146      | 1938年5月29日 全食       |        |
| 151      | 1938年11月21日 偏食（北） |          |                          |        |

### 沙羅周期
沙羅周期長度為18年11天。本次日食屬於沙羅週期141，共包含70次日食，依次為1613年5月19日至1721年7月24日的7次日偏食、1739年8月4日至2460年10月14日的41次日環食、2478年10月26日至2857年6月13日的22次日偏食，總共歷時1244.08年。本周期並無日全食。
下表列舉了1901年至2100年間發生的屬於該周期的日食，是第17至28次：
| 17             | 18             | 19            |
| -------------- | -------------- | ------------- |
| 1901年11月11日 | 1919年11月22日 | 1937年12月2日 |
| 20             | 21             | 22            |
| 1955年12月14日 | 1973年12月24日 | 1992年1月4日  |
| 23             | 24             | 25            |
| 2010年1月15日  | 2028年1月26日  | 2046年2月5日  |
| 26             | 27             | 28            |
| 2064年2月17日  | 2082年2月27日  | 2100年3月10日 |

## 資料來源
1. ↑  樊忠玉. . 中国天文科普网.   [2016-03-27]. （原始内容存档于2014-09-17）.
2. 1 2 3  Fred Espenak. . NASA Eclipse Web Site.   [2016-03-27]. （原始内容存档于2020-10-23）.（英文）
3. ↑  Fred Espenak. . NASA Eclipse Web Site.   [2016-03-27]. （原始内容存档于2020-10-20）.（英文）
4. ↑  Xavier M. Jubier. .   [2016-03-27]. （原始内容存档于2019-09-09）.（法文）（英文）
5. ↑  Fred Espenak. . NASA Eclipse Web Site.   [2016-03-27]. （原始内容存档于2008-08-29）.（英文）
6. ↑  . NASA Eclipse Web Site.   [2016-03-27]. （原始内容存档于2019-06-10）.（英文）
7. ↑  Fred Espenak. . NASA Eclipse Web Site.（英文）

## 外部連結
- NASA日食專頁（页面存档备份，存于）（英文）
- 可見區域圖和時間統計：由弗雷德·埃斯佩纳克做出的日食預報，NASA/GSFC
  - Google互動地圖呈現的日食範圍
  - 貝塞爾元素
- Google地圖顯示的日環食和日偏食範圍（页面存档备份，存于）（法文）（英文）

| \| \| 日食 \|                            |                              |                                           |
| 上一次日食： 1937年6月8日日食 （日全食） | 1937年12月2日日食 （日環食） | 下一次日食： 1938年5月29日日食 （日全食） |
| 上一次日環食： 1936年12月13日日食        | 1937年12月2日日食 （日環食） | 下一次日環食： 1939年4月19日日食          |
|                                          | 日食                         |                                           |